# Onthophagus worsissa
Onthophagus worsissa là một loài bọ cánh cứng trong họ Bọ hung (Scarabaeidae).